# Isabelle de Valois (1292-1309)
Pour les articles homonymes, voir Isabelle de Valois.
Isabelle de Valois, née en 1292, morte en 1309, fille de Charles de France, comte de Valois et de sa première femme Marguerite d'Anjou.
En 1295, le duc Jean II de Bretagne, jusqu'alors fidèle du roi Philippe IV de France, avait reçu de son beau-frère le roi Édouard Ier d'Angleterre la charge de capitaine général d'Aquitaine.
Philippe IV le Bel décida la conquête de l'Aquitaine et envoya une armée commandée par son frère Charles, comte de Valois. Jean II ne subit que des revers et, pour sauver son duché à son tour menacé d'invasion dut rompre son alliance avec l'Angleterre et négocier la paix avec la France.
Pour sceller la paix, il fut convenu de marier Jean, petit-fils du duc de Bretagne, avec Isabelle de Valois, la nièce du roi de France. Le mariage eut lieu en 1297, mais Isabelle mourut douze ans plus tard sans avoir eu d'enfants.
Jean devint duc de Bretagne en 1312, et se remaria deux fois, sans avoir d'héritier. Sa mort fut le début de la guerre de Succession de Bretagne.